# Paul Grolleron
Paul Louis Narcisse Grolleron né le 14 juin 1848 à Seignelay (Yonne) et mort le 28 octobre 1901 à Paris, est un peintre et illustrateur spécialisé dans la peinture de batailles et de scènes militaires. Élève de Léon Bonnat, il obtient la médaille de 3e classe au salon de 1886. Il est surtout connu pour ses nombreux tableaux de la guerre franco-allemande de 1870. Il épousa la comédienne Marthe Dufrêne.

## Œuvres
- Quand les maîtres sont de sortie (1874)
- Le jeu de piquet (1875) ;
- Chacun son tour (1878)
- Le chat parti, les souris dansent (1879);
- Épisode de 1870 (1881) ;
- Combat en 1870 sous les murs de Paris (Salon de 1882) ;
- La partie fine (1883) ;
- Soldats sous la neige (Museum of Fine Arts, Boston)
- Sur le qui-vive, À Buzenval (1884) ;
- Enquête à Châtillon le 13 octobre 1870 (1885) ;
- Épisode de la Bataille de Loigny (1886).

## Galerie

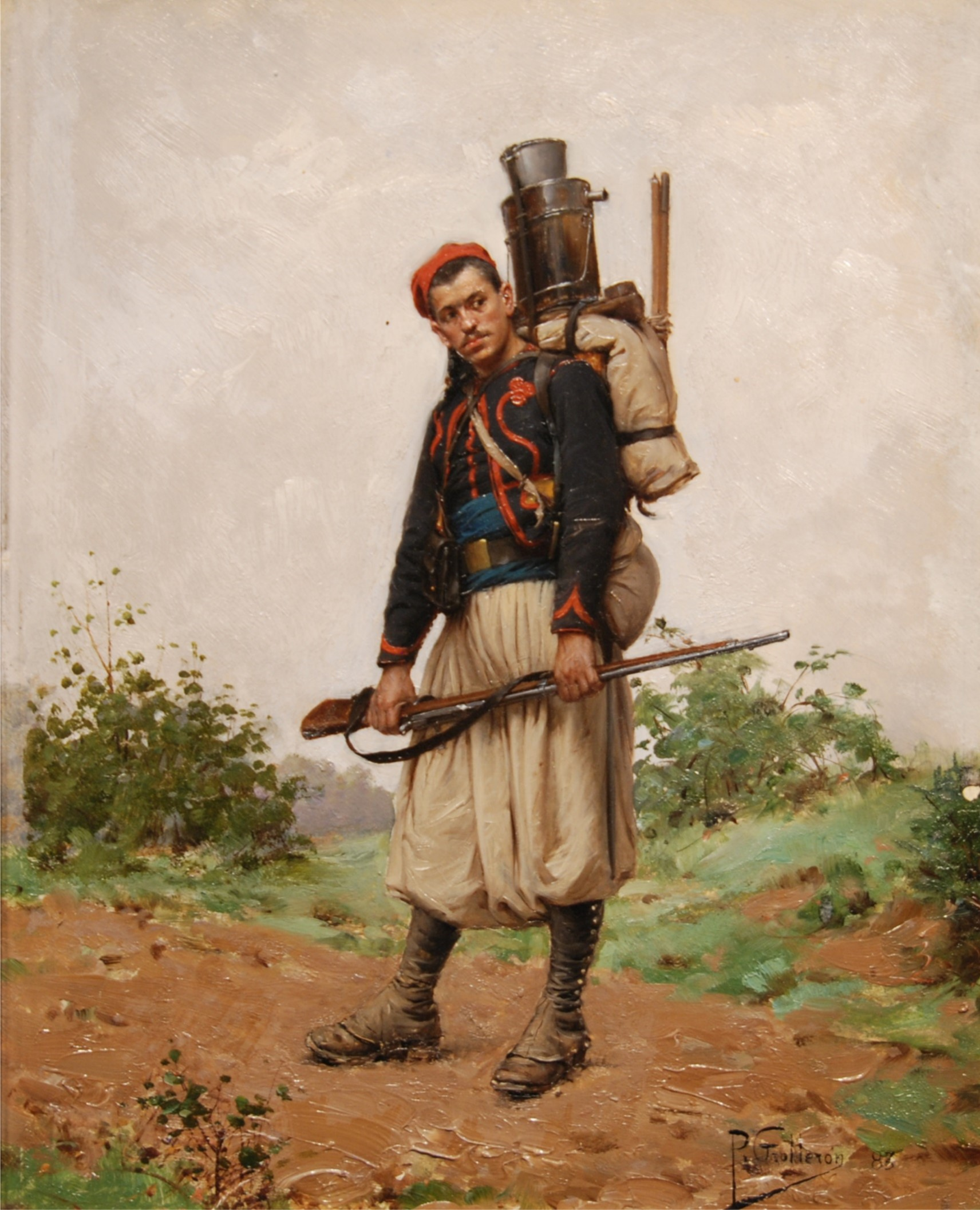
Le zouave.
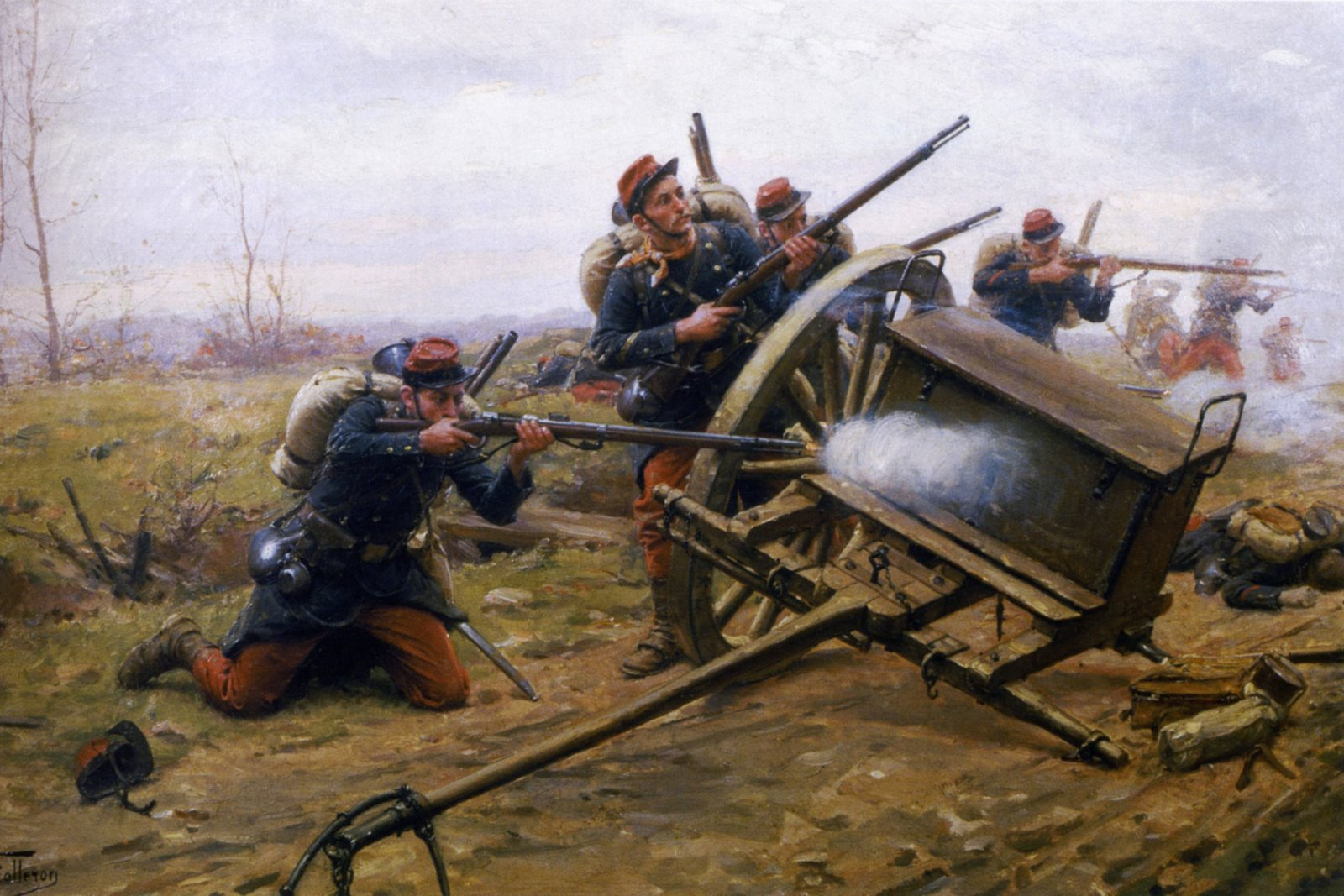
Combat d'infanterie sur une route, 1870.
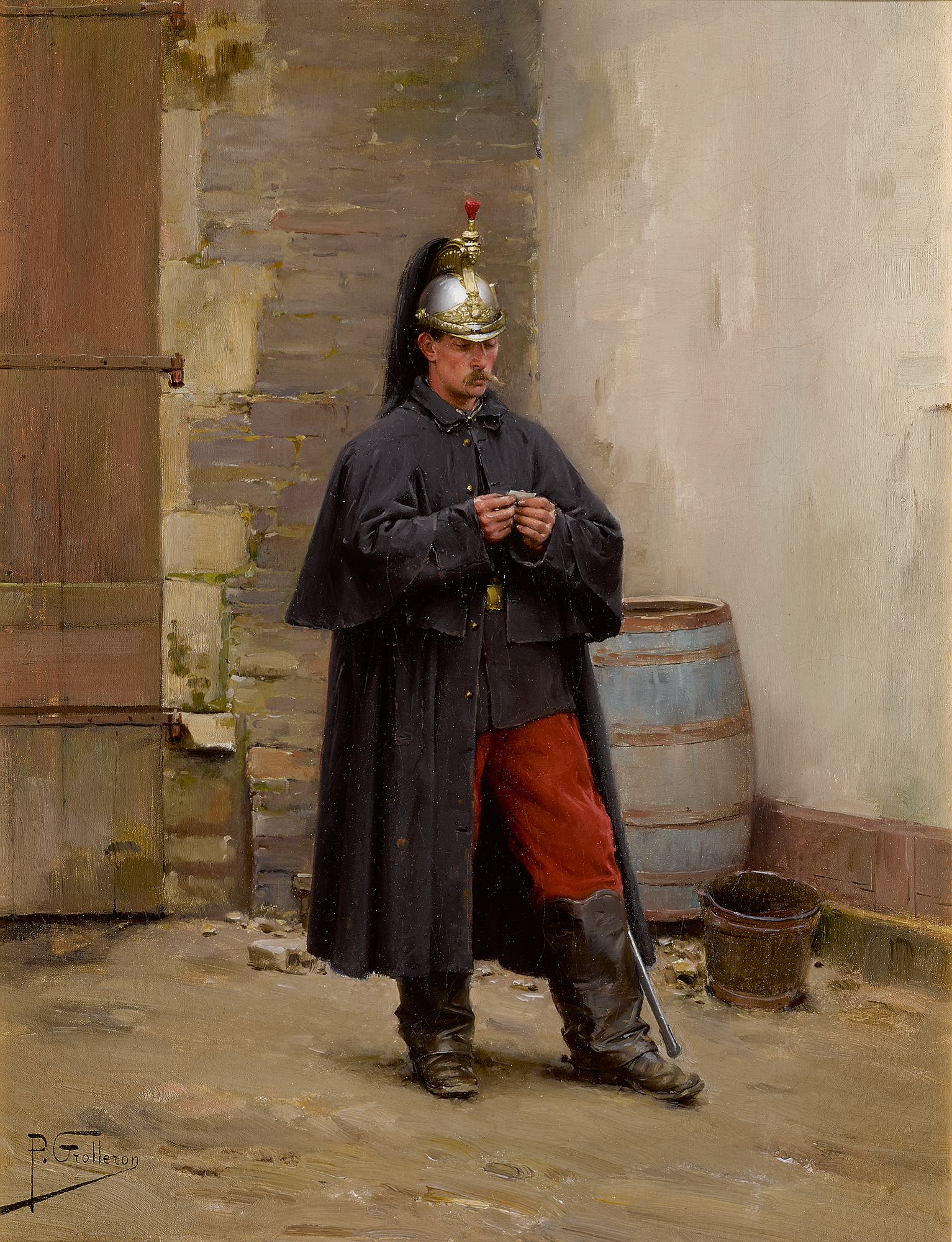
Un garde au repos.
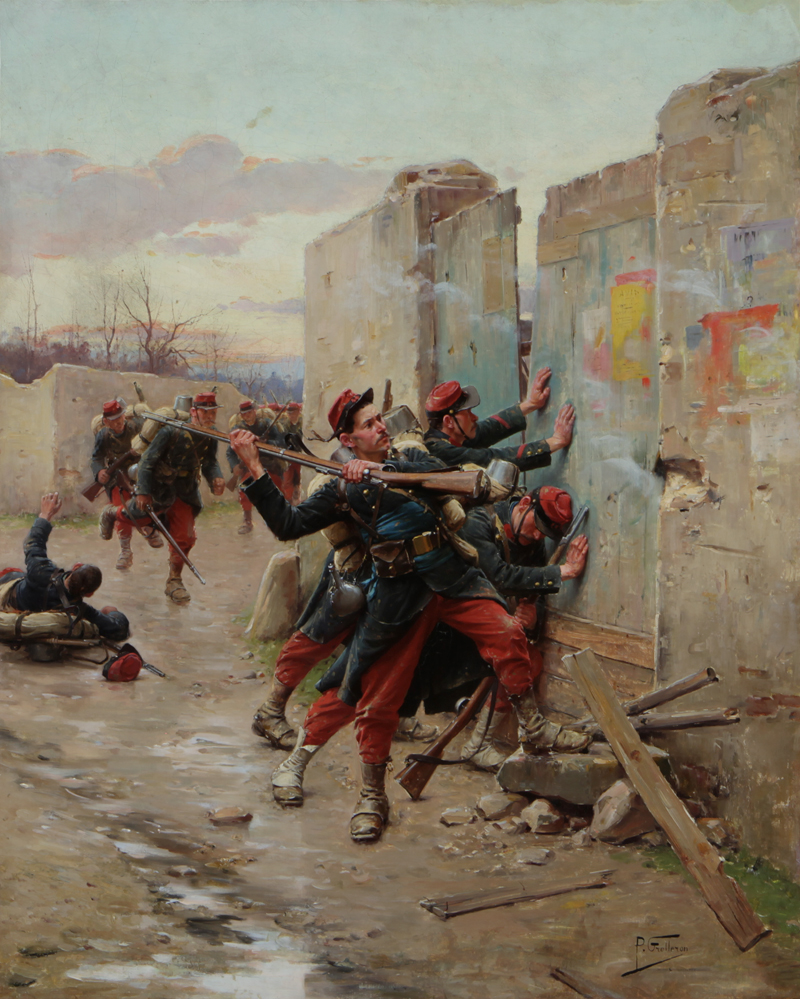
Combat en 1870 sous les murs de Paris (1882).
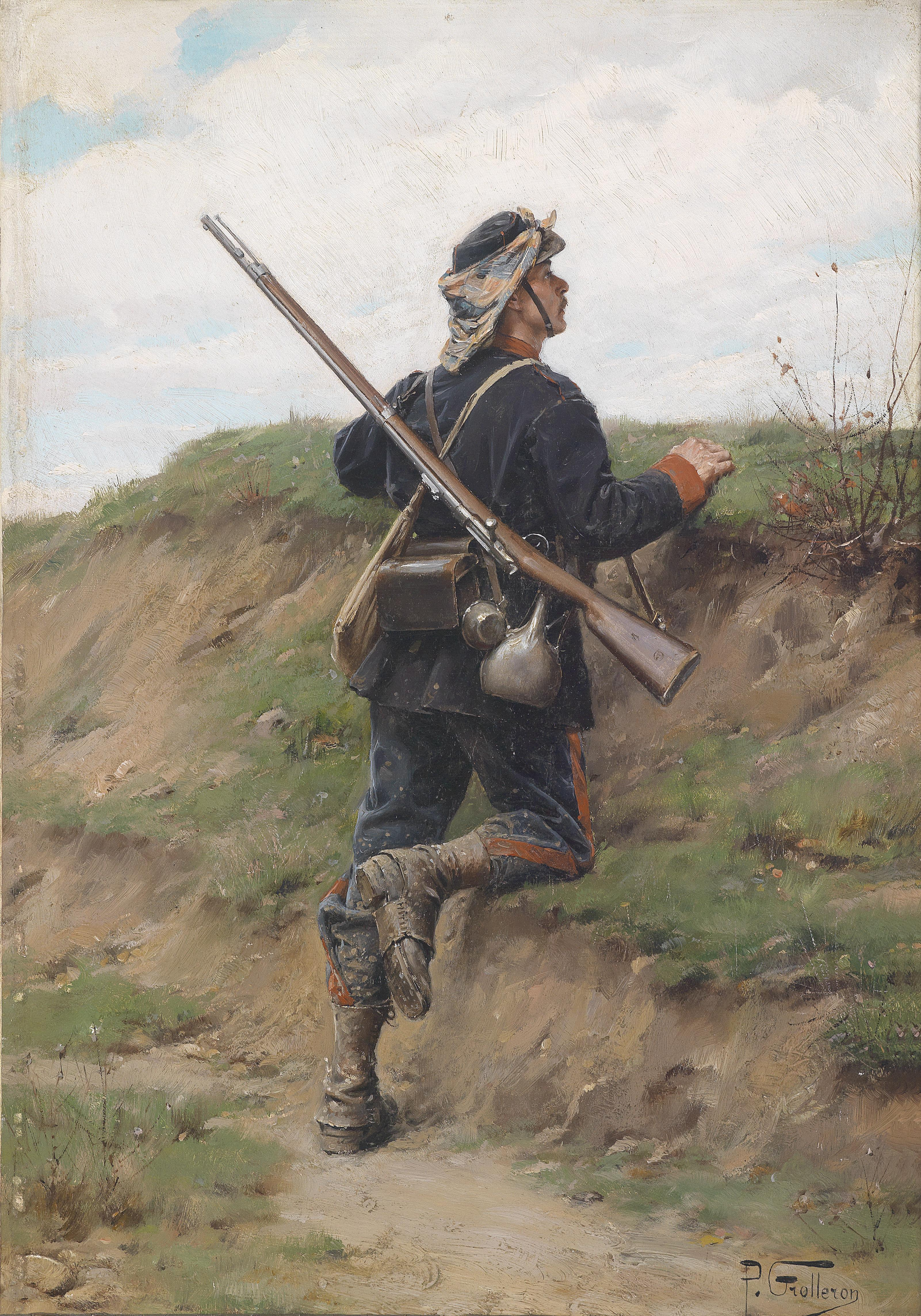
Le qui-vive (1884).

## Source
- Charles C. Perkins, Cyclopedia Of Painters And Paintings, vol. IV, New York, Charles Scribner's Sons, 1887 (lire en ligne)